# مامرام
مامرام (انگلیسی: Mamram) مخفف مرکز محاسبات و سیستم‌های اطلاعاتی یا مرکز محاسبات و ثبت مکانیزه واحد سیستم محاسبات مرکزی نیروهای دفاعی اسرائیل است که خدمات پردازش داده‌ها را برای همه تسلیحات و کارکنان کل ارتش اسرائیل ارائه می‌کند.

## تاریخچه
این واحد که در سال ۱۹۵۹ تشکیل شد، اولین کامپیوتر خود، یک کامپیوتر بزرگ (مین‌فرم) ساخت شرکت فیلکو مدل ۲۱۱ ساخت آمریکا که در سال ۱۹۶۱ نصب شده بود، را به دست آورد. پیش از این، ارتش اسرائیل گاهی اوقات از کامپیوتر مدل وایزاک مؤسسه علوم وایزمن، که اولین کامپیوتر الکترونیکی در خاورمیانه بود، استفاده می‌کرد. مردخای کیکایون، یک غیرنظامی، که از شرکت سامانه‌های دفاعی پیشرفته رافائل (که در آن زمان بخشی از ارتش اسرائیل بود) به ارتش اسرائیل منتقل شد و به عنوان اولین فرمانده مامرام منصوب گردید. تأسیسات مامرام به زودی میزبان چندین واحد پردازش داده مستقل دیگر، از جمله مرکز پردازش موجودی و مرکز محاسبات نیروی انسانی شد و کامپیوترهای دیگری نیز از شرکت‌های دیگر توسط این واحد خریداری شد.
در سال ۱۹۹۴، مدرسه برنامه‌نویسی مامرام، که یکی از بهترین منابع متخصصان نرم‌افزار با کیفیت بالا در جهان محسوب می‌شود، به یک واحد تازه تأسیس به نام مدرسه حرفه‌ای کامپیوتر که به‌اختصار باسماخ نامیده می‌شد، از این واحد تفکیک شد. با این حال، فارغ‌التحصیلان این مدرسه که در صنعت بسیار مورد توجه بودند و هنوز هم هستند، به عنوان فارغ التحصیلان مامرام شناخته می‌شوند. پس از فارغ‌التحصیلی، دانشجویان باسماخ در واحدهای مختلف ارتش اسرائیل خدمت می‌کنند. به برخی از فارغ التحصیلان اغلب در خود مامرام موقعیتی پیشنهاد می‌شود.
همچنین مسئولیت اختصاص نام دامنه‌های اینترنتی تحت دامنه سطح دوم idf.il که وب‌گاه اصلی نیروهای دفاعی اسرائیل است، به این واحد واگذار شده است. در ۲۰ سپتامبر ۲۰۱۷، رنگ کلاه بره این واحد به آبی سایبری تغییر یافت تا منعکس کننده مسئولیت نوظهور دفاع سایبری اسرائیل باشد.